# Pierre Chailley (1922)
Le Pierre Chailley était un sous-marin mouilleur de mines français océanique de l’entre-deux-guerres. Il a été lancé le 19 décembre 1922 au chantier naval Normand au Havre et achevé à la fin de la même année. Il sert dans la Marine nationale française jusqu’en 1936.

## Conception
Le Pierre Chailley a été commandé sur la base du programme d’expansion de la flotte française de 1917. Conçu par Marie-Augustin Normand et Fernand Fenaux, le navire est devenu l’ancêtre des derniers sous-marins mouilleurs de mines français de classe Saphir,.
Le Pierre Chailley était un sous-marin océanique à double coque. La longueur totale était de 70 mètres, la largeur de 7,52 mètres et le tirant d'eau de 4,04 mètres,. Le déplacement en surface était de 884 tonnes, et en plongée de 1191 tonnes,,. Le navire était propulsé à la surface par deux moteurs Diesel Sulzer à deux temps d’une puissance totale de 1800 ch,,. La propulsion sous-marine était assurée par deux moteurs électriques d’une puissance totale de 1400 ch,,. Le système de propulsion à deux hélices permettait d’atteindre une vitesse de 13,75 nœuds en surface et de 8,5 nœuds en immersion,,. Le rayon d'action était de 2800 milles marins à 11 nœuds en surface et de 80 milles à 5 nœuds sous l’eau,,.
L’armement principal du navire était constitué de 40 mines pesant chacune 200 kg, qui étaient stockées dans des puits verticaux placés dans des réservoirs de ballast externes, avec un mécanisme de libération directe (système Fenaux),. L’armement était complété par quatre tubes lance-torpilles de 450 mm, deux internes à la proue et deux externes, avec un approvisionnement total de 6 torpilles,,. L’équipage du navire se composait de 4 officiers et de 40 officiers mariniers et matelots,,.

## Construction et service
Le Pierre Chailley a été construit au chantier naval Normand au Havre,. Sa quille fut posée en mai 1917, il fut lancé le 19 décembre 1922, et achevé à la fin de l’année,,. Il a été nommé d’après l’officier français Paul Étienne Pierre Chailley, commandant du sous-marin Curie, décédé le 20 décembre 1914. Le navire n’a pas reçu de numéro de coque.
Il a servi en mer Méditerranée jusqu’au 13 mai 1936, date à laquelle il a été rayé de la liste de la marine,.